# Tomi Jalo
Tomi Tapani Jalo (Turku, 22 oktober 1958 – aldaar, 14 januari 2009) was een profvoetballer uit Finland, die speelde als middenvelder gedurende zijn carrière. Hij beëindigde zijn actieve loopbaan in 1989 bij de Finse club TPS Turku.

## Interlandcarrière
Jalo kwam – inclusief duels voor de olympische ploeg – in totaal twee keer uit voor de nationale ploeg van Finland in 1980. Hij maakte zijn debuut onder leiding van bondscoach Esko Malm op 25 juni 1980 in de vriendschappelijke uitwedstrijd tegen IJsland (1-1) in Reykjavik, net als doelpuntenmaker Ari Tissari, Vesa Pulliainen, Jouko Soini en Jouko Alila. Jalo, bijgenaamd Stolle, vertegenwoordigde zijn vaderland in datzelfde jaar bij de Olympische Spelen in Moskou, waar Finland werd uitgeschakeld in de eerste ronde.